# Myrmarachne plataleoides
Myrmarachne plataleoides — павук-скакун з роду Myrmarachne. Наслідує зовнішнім виглядом та поведінкою мурах-шевців. Поширені у Південно-Східній Азії від Індії до Китаю. Безпечний для людини.

## Опис
Мімікрує під мурах-шевців Oecophylla smaragdina за забарвленням, формою тіла та поведінкою. Перетяжки на черевці і головогрудях імітують голову, груди і черевце мурахи. Передня пара ніг, на відміну від жовтих інших трьох пар, темна, імітує антени.

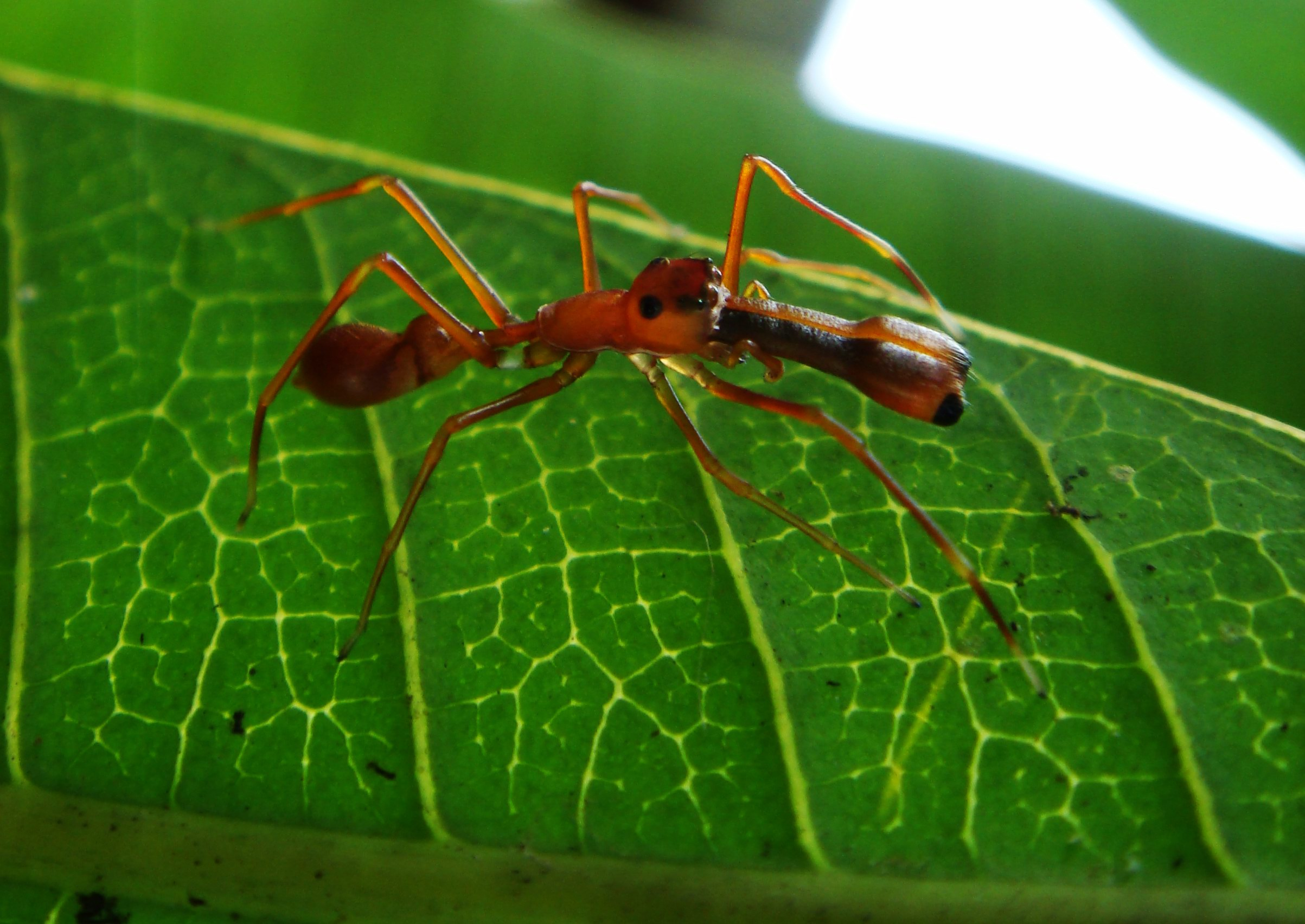
самець Myrmarachne plataleoides

Мають виражений статевий диморфізм. Довжина тіла самиці 6-7 мм, самця 9-12 мм. Хеліцери самців досягають третини розмірів тіла. Самиця мімікрує під робочу мураху, а самець імітує мураху, що несе дрібнішу особину, причому подібність підсилюється двома чорними крапками на кінці основного членика хеліцер схожі на очі «другої мурахи».

## Спосіб життя
Живуть поблизу колоній мурах-шевців на деревах та кущах. Агресивні мурахи відлякують хижаків і від павуків. Павуки зазвичай сплітають невелике кубло на нижній поверхні листка, звідки і полюють на здобич. Рухаються подібно до імітованих мурах, стрибають зрідка, лише у випадку небезпеки.

## Поширення
Мешкають виключно в місцях поширення мурах-шевців у Південно-Східній Азії: Індія, південь Китаю, Таїланд, Малайзія, Сингапур, Індонезія, В'єтнам.